# فرودگاه تولوز–بلانیاک
فرودگاه تولوز-بلانیاک  (به انگلیسی: Toulouse-Blagnac Airport) (به زبان بومی: Aéroport de Toulouse - Blagnac) یک فرودگاه همگانی مسافربری با کد یاتا TLS است که یک باند فرود آسفالت بتن دارد و طول باند آن ۳۰۰۰ متر است. این فرودگاه در شهر تولوز کشور فرانسه قرار دارد و در ارتفاع ۱۵۱ متری از سطح دریا واقع شده‌است.